# Kamerconcert (Howard Skempton)
De Britse componist Howard Skempton (31 oktober 1947) componeerde zijn Kamerconcert in 1995 in opdracht van het Brighton Festival voor de Cambridge New Music Players, met in zijn achterhoofd het Concert van Anton Webern. Skempton staat erom bekend dat zijn werken slechts enkele minuten duren, zo ook dit concerto. Het is geschreven voor vijftien musici en is - zo kort als het is - verdeeld over vier delen.

## Delen
- 1. Con bravoure;
- 2. Tempo giusto
- 3. Grazioso
- 4. Teneramente

Deel 1 kan gezien worden als een openingsfanfare en bestaat uit melodieuze minimal music voor koperblazers. Deel 2 is voor de trompet, begeleid door de overige musici. Het geheel is in wandeltempo; bijna alles wordt staccato gespeeld. Deel 3 gaat in hetzelfde tempo door. De trompet is vervangen door de dwarsfluit, die veel lieflijker klinkt; ze wordt begeleid door de harp. Later wordt de melodie overgenomen door het voltallige ensemble. Deel 4 is een traag heen en weer wiegende miniatuur. Een echte afsluitende finale is er niet. Deel 4 houdt ineens op, wel aan het einde van de muzikale zin. De vier deeltjes hebben niets met elkaar gemeen, anders dan dat ze bij elkaar passen. De componist zelf schrijft dat de delen 2 en 3 familie van elkaar lijken en toch totaal verschillen.
In het gehele werk is van een muzikale ontwikkeling of uitwerking geen sprake. Het zijn kort in elkaar gewrochte melodieën, die nergens vandaan komen en nergens naartoe gaan. Een gelijkenis met het werk van Morton Feldman dringt zich dan ook direct op.

## Samenstelling ensemble
Alles in een bezetting van één:
- dwarsfluit; hobo; klarinet, fagot
- hoorn; trompet, trombone
- slagwerk, harp, piano
- viool, altviool, cello, contrabas

## Bron en discografie
- Uitgave NMC Recordings: Birmingham Contemporary Music Group